# Montañas Tacónicas
Las montañas Tacónicas o Taconic son una cadena de los montes Apalaches, que se extienden a lo largo de la frontera este del estado de Nueva York y la adyacente Nueva Inglaterra, desde el noroeste de Connecticut hasta el oeste de Massachusetts, y de norte al centro oeste de Vermont. Es una región fisiográfica de la más grande provincia de Nueva Inglaterra. La cordillera incluye cumbres notables, incluido su punto más alto, el monte Equinox (1170 m) en Vermont, y el monte Greylock (1063 m), que es el punto más alto de Massachusetts.
Las montañas Tacónicas contienen varios cientos de millas de senderos, incluidas secciones del sendero de los Apalaches (3500 km), y más de sesenta áreas designadas de tierra protegidas por agencias gubernamentales federales, estatales, del condado y municipales y organizaciones sin fines de lucro que abarcan su rango de cuatro estados.

## Etimología
Taconic, un nombre nativo americano, se transcribió una vez como Taghkanic o Taughannock, que significa «en los árboles» y se usó como el nombre de un jefe lenape. Taghkanic todavía se usa en partes del este de Nueva York, como en el nombre de Taghkanic, Nueva York, un pequeño pueblo de la región, tanto para las características dentro como fuera de la región de las Montañas Tacónicas.

## Geografía
Las montañas Tacónicas comienzan en el noroeste de Connecticut y el noreste del condado de Dutchess, Nueva York. El rango se extiende a través del oeste del condado de Berkshire (Massachusetts) y los condados adyacentes en Nueva York, luego a lo largo de la frontera de Nueva York y Vermont hasta la ciudad de Brandon, tras lo cual pierde prominencia y se reduce a unas colinas dispersas y picos aislados que continúan hacia el norte hacia Burlington. Hacia el sur, las montañas se desvanecen en el interior de la cordillera Hudson Highlands en Nueva York.
Desde el oeste, una amplia región de colinas de unos 19 km en el estado de Nueva York, al este del valle del Hudson, se eleva gradualmente hasta la cima de las montañas Tacónicas a lo largo de la frontera este del estado. Al este, las montañas Tacónicas caen abruptamente, terminando en los valles del río Housatonic, la parte superior del río Hoosic y el gran valle de Vermont. Los Berkshires y las Green Mountains se elevan al este de las Tacónicas. Cerca de su término norte, se acercan a las estribaciones orientales de las montañas Adirondack en el condado de Washington en Nueva York. 

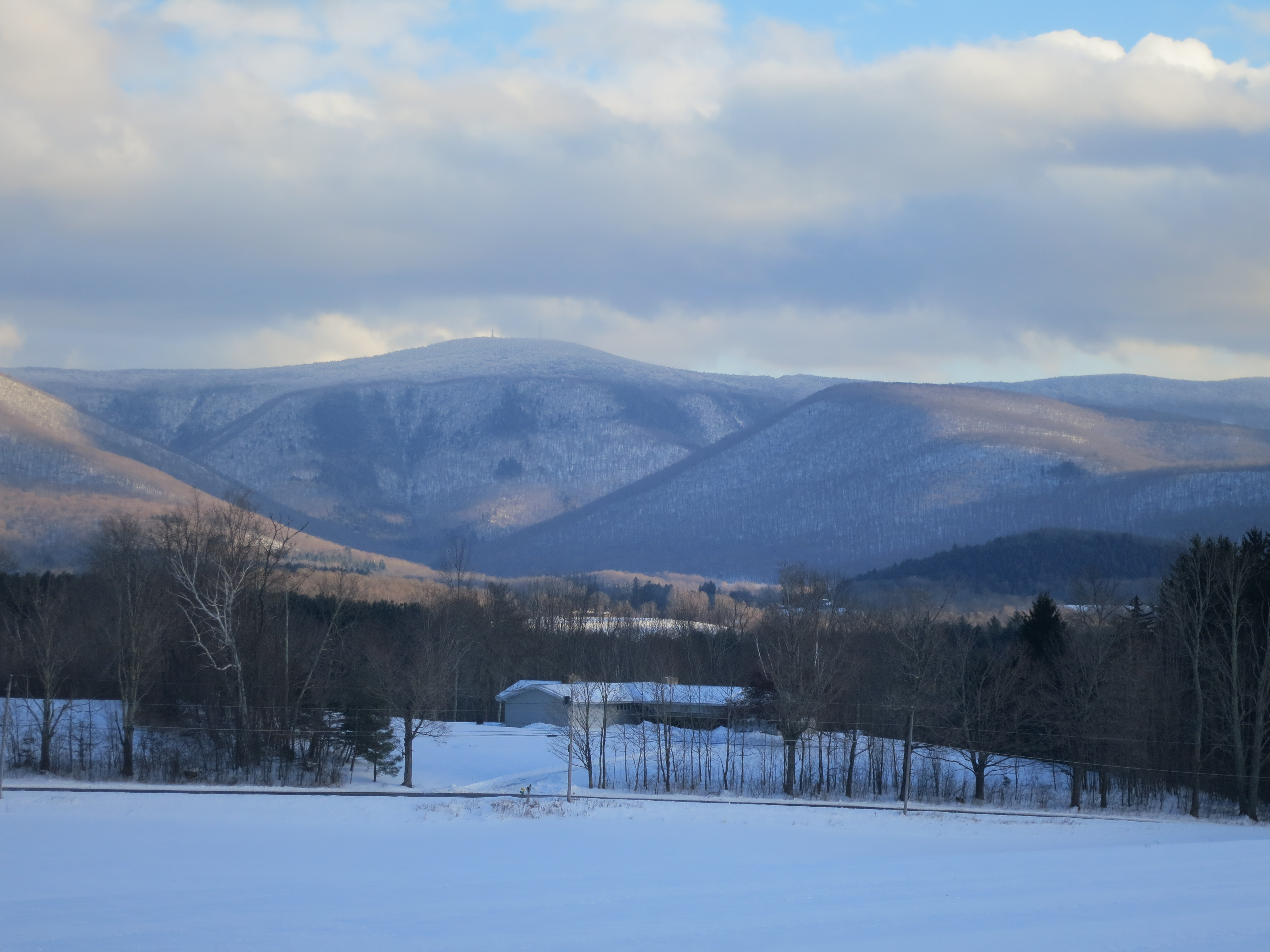
El monte Greylock con su circo glaciar, Hopper, es geológicamente parte de las montañas Tacónicas, aunque culturalmente está asociado con los Berkshires.

En Massachusetts y Connecticut, las montañas Tacónicas, geológicamente distintas, suelen agruparse incorrectamente como parte de los Berkshires, mientras que en Vermont se agrupan de manera similar como parte de las Montañas Verdes.
Entre los picos más altos de las Montañas Taconic se encuentran el Monte Equinox de 1163 m, ubicado en Manchester (Vermont) y que es el punto más alto de la cordillera, el monte Greylock (1064 m), el punto más alto en Massachusetts, y el monte Frissell (748 m), el punto más alto de Connecticut.
Las montañas Tacónicas se encuentran dentro de la ecorregión de bosques de Nueva Inglaterra-Acadia.

## Geología y fisiografía
Las montañas Tacónicas se formaron a partir de la colisión de la placa norteamericana en un arco volcánico, similar al actual Taiwán, durante el período Ordovícico tardío, hace unos 440 millones de años. Eventos posteriores similares construyeron las cadenas montañosas paralelas al este.
El lado oeste de las Tacónicas se eleva gradualmente desde una serie de colinas en el este de Nueva York hasta la cresta de una montaña afilada a lo largo de la frontera oeste de los estados de Nueva Inglaterra; el lado este de Tacónicas cae abruptamente donde los valles de los ríos lo dividen de Berkshires y Green Mountains. La longitud total del rango es de unas 200 millas (321,9 km) con un ancho variable de 5 a 20 millas (8 a 32,2 km).
Las montañas Tacónicas son una sección fisiográfica de la provincia de Nueva Inglaterra, que a su vez es parte de la división fisiográfica más grande de las tierras altas de los Apalaches.

## Extracción de recursos naturales
La extracción de recursos naturales ha sido una industria importante en las Montañas Tacónicas, incluyendo la extracción de mármol, piedra caliza, pizarra y hierro, así como la industria maderera y la carbonería.

## Conservación
Una estrecha franja a lo largo de toda la frontera occidental de Massachusetts ha sido designada por el Servicio Forestal de los Estados Unidos para conservación potencial como el «Área del Legado Forestal de las Montañas Tacónicas» bajo su Programa del Legado Forestal. El área designada tiene un promedio de cerca de una milla de ancho que se extiende al este de la línea estatal, pero es considerablemente más ancha en la región sur de las Tacónicasy la sección media del condado de Berkshire. El distrito de Massachusetts colinda con partes del estado de Nueva York y Connecticut, que tienen designaciones similares bajo el programa federal, que otorga subsidios para la adquisición de servidumbres de conservación cuando están disponibles para la compra. La Reserva Stockbridge -Yokun Ridge fue designada como tal en una fecha ligeramente anterior bajo el mismo programa federal, que tiene como objetivo una estrecha coordinación con las autoridades gubernamentales estatales y locales. Las colaboraciones de múltiples socios que se han centrado en las montañas Tacónicas incluyen New England Wildlands and Woodlands Collaborative, una agenda de conservación regional para los estados de Nueva Inglaterra producida por representantes de docenas de instituciones académicas y sin fines de lucro y, más específicamente, el Proyecto Taconic Crest, que involucra a los estados de Nueva York, Massachusetts y Vermont en colaboración con fideicomisos de tierras locales y The Nature Conservancy.